# Henri Jacob Victor Sody
Henri Jacob Victor Sody (L'Aia, 31 agosto 1892 – Amsterdam, 16 gennaio 1959) è stato uno zoologo olandese.
Dopo aver conseguito la Laurea in Agricoltura nel 1917, si trasferì in Indonesia, dove subì anche una lunga prigionia nei campi di concentramento giapponesi sull'isola di Giava, durante la Seconda Guerra mondiale. Ebbe così l'opportunità, grazie anche all'impiego presso il Museo zoologico di Bogor, di studiare la fauna locale, in particolare i Mammiferi, ma anche gli insetti e gli Uccelli. Descrisse così ben 14 generi di Mammiferi, la maggior parte  Roditori, e 138 specie.

A causa della malattia che lo condusse successivamente alla morte, fu costretto a far ritorno nei Paesi Bassi nel 1949.

A lui è stata dedicato il roditore Kadarsanomys sodyi.